# Список фьордов Гренландии
Ниже представлен неполный список наиболее крупных фьордов Гренландии.

## Фьордовые комплексы
- Арденкапле-фьорд[англ.]
  - Бредефьорд[англ.]
- Земля Пири
  - Вейпрехт-фьорд[англ.]
  - Виктория-фьорд[англ.]
  - Г.-Б.-Шлей-фьорд[англ.]
  - Де-Лонг-фьорд[англ.]
  - Дж.-П.-Кош-фьорд[англ.]
  - Норденскёльд-фьорд[англ.]
  - Фредерик-Е.-Хайд-фьорд[англ.]
  - Хеллефиск-фьорд[англ.]
- Инглефилд[англ.]
  - Академи-фьорд[англ.]
  - Боудойн-фьорд[англ.]
- Индепенденс-фьорд
  - Йорген-Брёнлунд-фьорд[англ.]
  - Хаген-фьорд[англ.]
- Кайзер-Франц-Иосиф-фьорд
  - Исфьорд[англ.]
  - Нордфьорд[англ.]
- Пролив Принца Христиана[англ.]
  - Торсукаттак-фьорд[англ.]
- Скорсби — самый большой фьорд в мире[1]
  - Вестфьорд[англ.]
  - Рипе-фьорд[англ.]
  - Роде-фьорд[англ.]

## Отдельные фьорды
- Аваккат-Кангерлуат[англ.]
- Аланнгорсуак-фьорд[англ.]
- Амерлок-фьорд[англ.]
- Аммассалик-фьорд[англ.]
- Аноритууп-Кангерлуа[англ.]
- Арферсиорфик-фьорд[англ.]
- Бернсторфф-фьорд[англ.]
- Бессел-фьорд[англ.]
- Бессел-фьорд[англ.]
- Вольштенхольме-фьорд[англ.]
- Данмарк-фьорд[англ.]
- Де-Додес-фьорд[англ.]
- Игутсаат-фьорд[англ.]
- Икерасак-фьорд[англ.]
- Икерсуак[англ.]
- Икерсуак[англ.]
- Икертивак[англ.]
- Икертук-фьорд[англ.]
- Илуилек-фьорд[англ.]

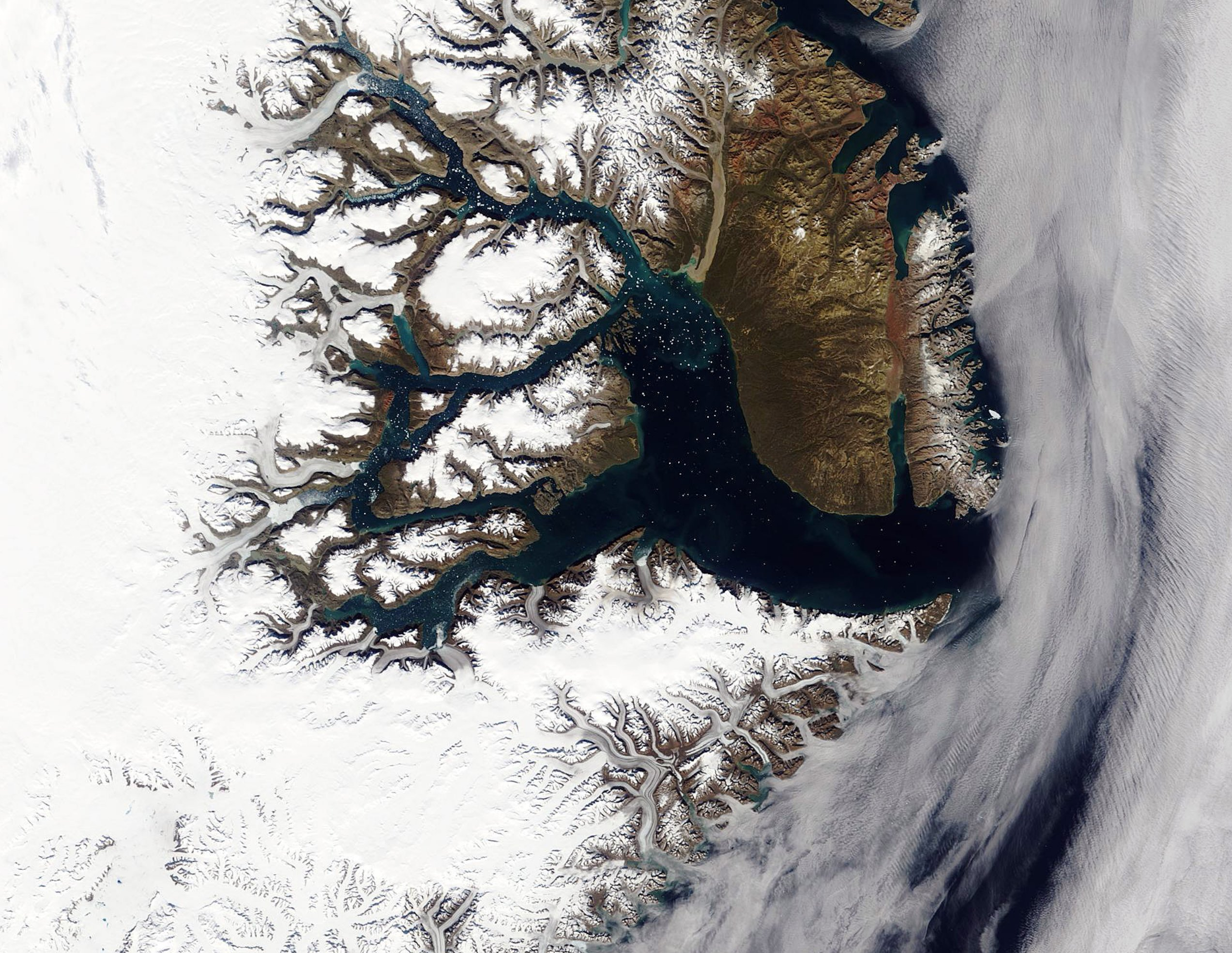
Залив Скорсби — самый большой фьорд в мире, фактический представляет собой группу фьордов
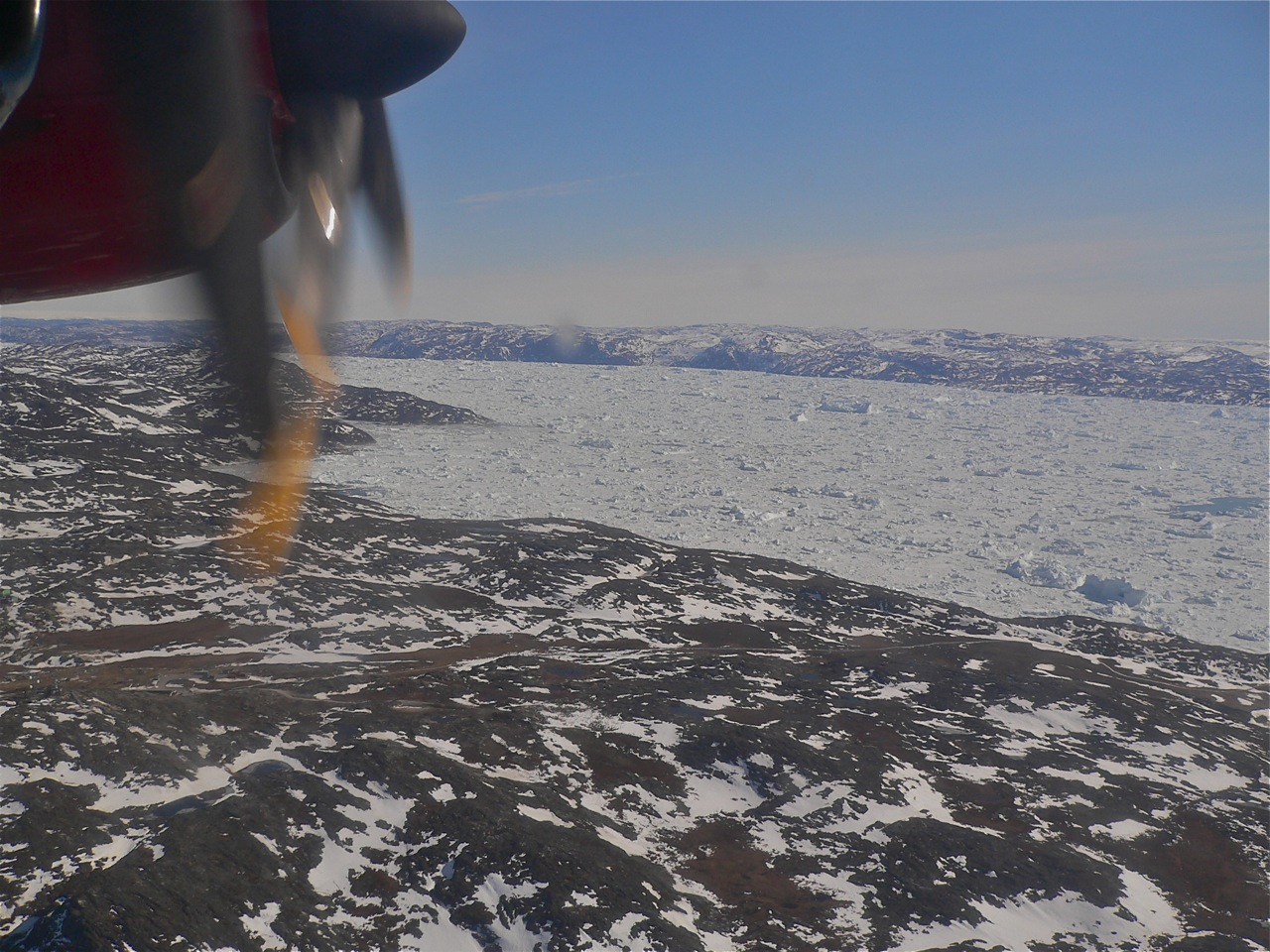
Илулиссат-Исфьорд — единственный фьорд Северной Америки, включённый в Список объектов всемирного наследия ЮНЕСКО
- Ингольф-фьорд[англ.]
- Исорток-фьорд[англ.]
- Кангаамиут-Кангерлуарсуат-фьорд[англ.]
- Кангерлуарак[англ.]
- Кангерлуарсук-Туллек[англ.]
- Кангерлуарсук-фьорд[англ.]
- Кангерлуарсуннгуак-фьорд[англ.]
- Кангерлулук[англ.]
- Кангерлуссуак-Исфьорд[англ.]
- Кангерлуссуак-фьорд[англ.]
- Кангерлуссуак-фьорд[англ.] — самый длинный фьорд Западной Гренландии
- Кангерлуссуак-фьорд[англ.]
- Кангерлуссуатсиак-фьорд[англ.]
- Кангерсивартикаджик[англ.]
- Кангертиттиватсиак[англ.]
- Каррат-фьорд[англ.]
- Касс-фьорд[англ.]
- Каттертук[англ.]
- Кинг-Оскар-фьорд[англ.]
- Куутсек[англ.]
- Линденоу-фьорд[англ.]
- Маккормик-фьорд[англ.]
- Мёркефьорд[англ.]
- Нансен-фьорд[англ.]
- Нануусек-фьорд[англ.]
- Напасорсуак-фьорд[англ.]
- Насауссап-Саккаа[англ.]
- Натторалик[англ.]
- Нордре-Исорток-фьорд[англ.]
- Нууп-Кангерлуа[англ.] — самый длинный фьорд моря Лабрадор и один из самых длинных фьордов населённой части Гренландии
- Нууссууп-Кангиа[англ.]
- Ньюман[англ.]
- Паатусок[англ.]
- Перлерфиуп-Кангерлуа[англ.]
- Петерманн-фьорд[англ.]
- Саутерн-Сермилик[англ.]
- Сент-Джордж-фьорд[англ.]
- Сермилик[англ.]
- Сехестед-фьорд[англ.]
- Сикуидживиттек[англ.]
- Суллуа-фьорд[англ.]
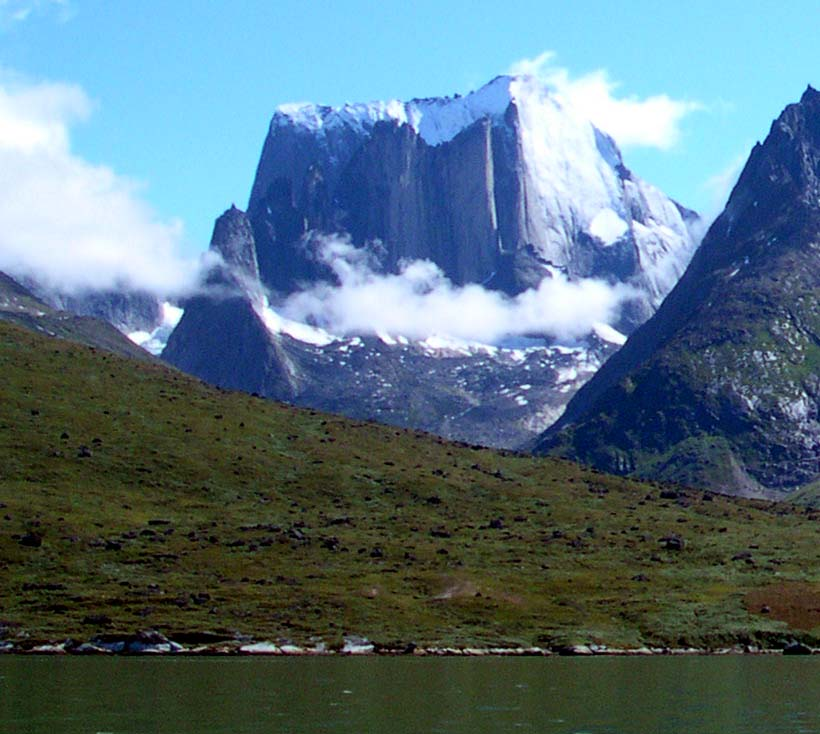
Тасермиут-фьорд[англ.] — по берегам фьорда расположена Райская долина[англ.] — единственное место в Гренландии, где растёт природный лес
- Тиммиармиут-фьорд[англ.]
- Торсукаттак-фьорд[англ.]
- Тунуллиарфик-фьорд[англ.]
- Туттилик[англ.]
- Упернавик-Исфьорд[англ.]
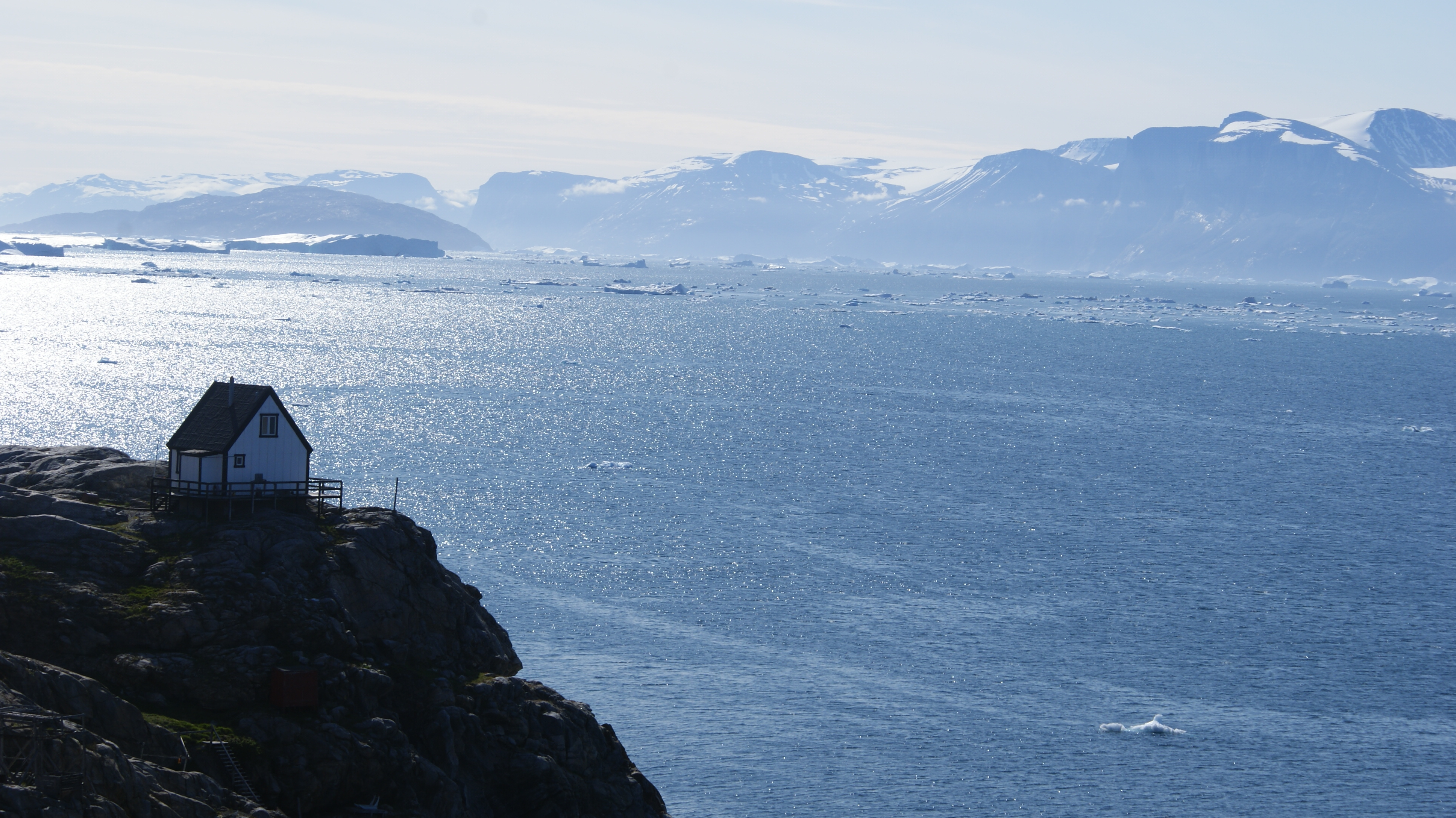
Уумманнак-фьорд — второй по величине фьорд в мире
- Фоулк-фьорд[англ.]
- Хеллефьорд[англ.]
- Шерард-Осборн-фьорд[англ.]

- Залив Скорсби — самый большой фьорд в мире[1], фактический представляет собой группу фьордов
- Илулиссат-Исфьорд — единственный фьорд Северной Америки, включённый в Список объектов всемирного наследия ЮНЕСКО[2]
- Тасермиут-фьорд[англ.] — вдоль его берегов расположена Райская долина[англ.] — единственное место в Гренландии, где растёт природный лес
- Уумманнак-фьорд — второй по величине фьорд в мире

## Заблокированные сушей фьорды (озёра)
- Ромер[англ.]
- Сил[англ.]